# Ångpanna

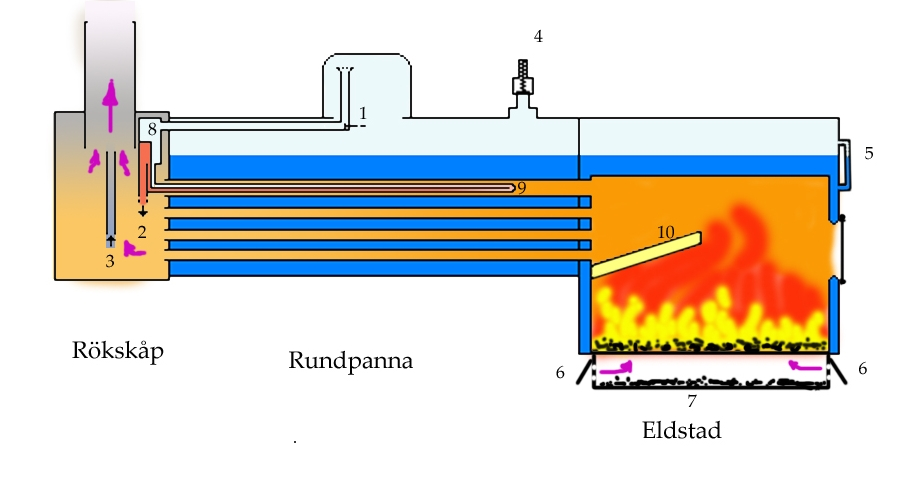
En schematisk bild av en ånglokspanna med överhettare i en övre rad stortuber.

En schematisk bild av en marin vattenrörspanna.

Ångpanna är ett aggregat som producerar mättad eller överhettad ånga med visst tryck genom upphettning av vatten till kokning.

## Huvudtyper
Ångpannor indelas i två grundläggande huvudtyper med olika konstruktion och egenskaper.
Storvattenrumpannan är byggd som slutet kärl som utifrån och invändigt, via mantel, eldstad, rökrör mm tillförs värmen. Dessa karaktäriseras av stor mängd vatten i förhållande till effekten och detta gör dem långsamma och tunga vilket många gånger är värdefulla egenskaper då det innebär att pannan kortvarigt kan belastas med ånguttag flera gånger större än pannans effekt. En nackdel vid periodisk användning är påeldningsförlusten, den stora värmemängd som tillföras vid start för att pannan skall komma upp i temperatur och ge ånga av önskat tryck.
Eldrörpannan är byggd med rör, i vissa delar av pannan anordnade till batterier som genomströmmas av rökgasen och i andra ställda så tätt eller förenade med plåtar till paneler av vilka eldstad och vissa delar av höljet byggs. I övrigt innesluts rökgångar och eldstad av isolerad eller i vissa fall luftkyld plåt eller murverk. Med detta byggsätt blir vattenmängden liten i förhållande till effekten och pannan blir därmed lätt och snabb vilket är praktiskt och ibland energiekonomiskt viktigt för periodiskt arbetande pannor men ställer större krav på eldningen och pannans effektmässiga anpassning till största förekommande effekt och ånguttag.
Man kan för ånggenerering även använda elektriska pannor, kärnreaktorer eller ånggeneratorer i form av apparater för förbränning av flytande, i sig helt eller huvudsakligen ångbildande ämnen som ammoniak, väteperoxid mm.

### Storvattenrumpannan
De äldsta pannorna byggdes som slutna, mäskpanneliknande kärl med undereldning. Ganska snart fann man det bränsleekonomiska och praktiska värdet av att bygga in eldstaden i pannan - koffertpannan. Även om pannan var undereldad, kunde byggas in i tegelmurverk och var ständigt påeldad fanns mycket att vinna på att genomdra den med rökrör (en: 'fire tubes'), på svenska kallad tubpanna. Till sjöss var detta byggsätt ej tänkbart och den lösning som kom i mitten av 1800-talet och tillämpas än idag är skotska sjöångpannan eller eldrörspannan. Den kan ses som en kombination av de inmurade tub- och eldrörspannor som fanns i land, Cornwall- och Lancashirepannorna: Eldröret fick mynna i en flamugn (en: 'combustion chamber') och vända tillbaka mot framgaveln i rörkrör, så kallade tuber, på engelska kallade fire tubes.
Lekmannens försök till direkta översättningar av den engelska terminologin har lett till en viss begreppsförvirring. Det som kännetecknar eldrörspannan är att den har eldstad i eldrör. En undereldad tubpanna (en: fire tube boiler') är ingen eldrörspanna, ej heller är lokomotivpannan med sin eldstad i 'fyrbox' en eldrörspanna men väl en storvattenrumspanna, om än, i likhet med kanonbåtspannan, den per volymenhet mest effektiva i fråga om avkokning. Tubpannor förekommer möjligen som avgaspannor och liknande men eldrörpannan i olje- eller gaseldat utförande är populär, ofta i form av en tredragspanna där rökgaserna i framgavelns sotskåp vänder för att passera genom pannan en tredje gång. Den svenska terminologin är dessutom så inarbetad att man med sjöångpanna avser skotska eldrörspannan som är en typ av de marinpannor som använts till sjöss.

### Vattenrörspannor
En vattenrörspanna är en ångpanna där rökgaserna omgärdar vattenrör, vattentuber, genom vilka vatten går och ångbildningen sker. Typiska vattenrörspannor är ångpannor för sjöfarten. Vattenrörspannan är snabb att starta ("elda på"), går att bygga hur stor som helst och för mycket högre tryck jämfört med storvattenrumspannan som länge var vanligast till sjöss, hos ångloken vid järnvägsdriften och i landanläggningar. Detta är den moderna typen av ångpanna, som oftast återfinns i industrin idag. Ångbildningen går snabbare i en vattenrörspanna än i en eldrörspanna.

## Historia

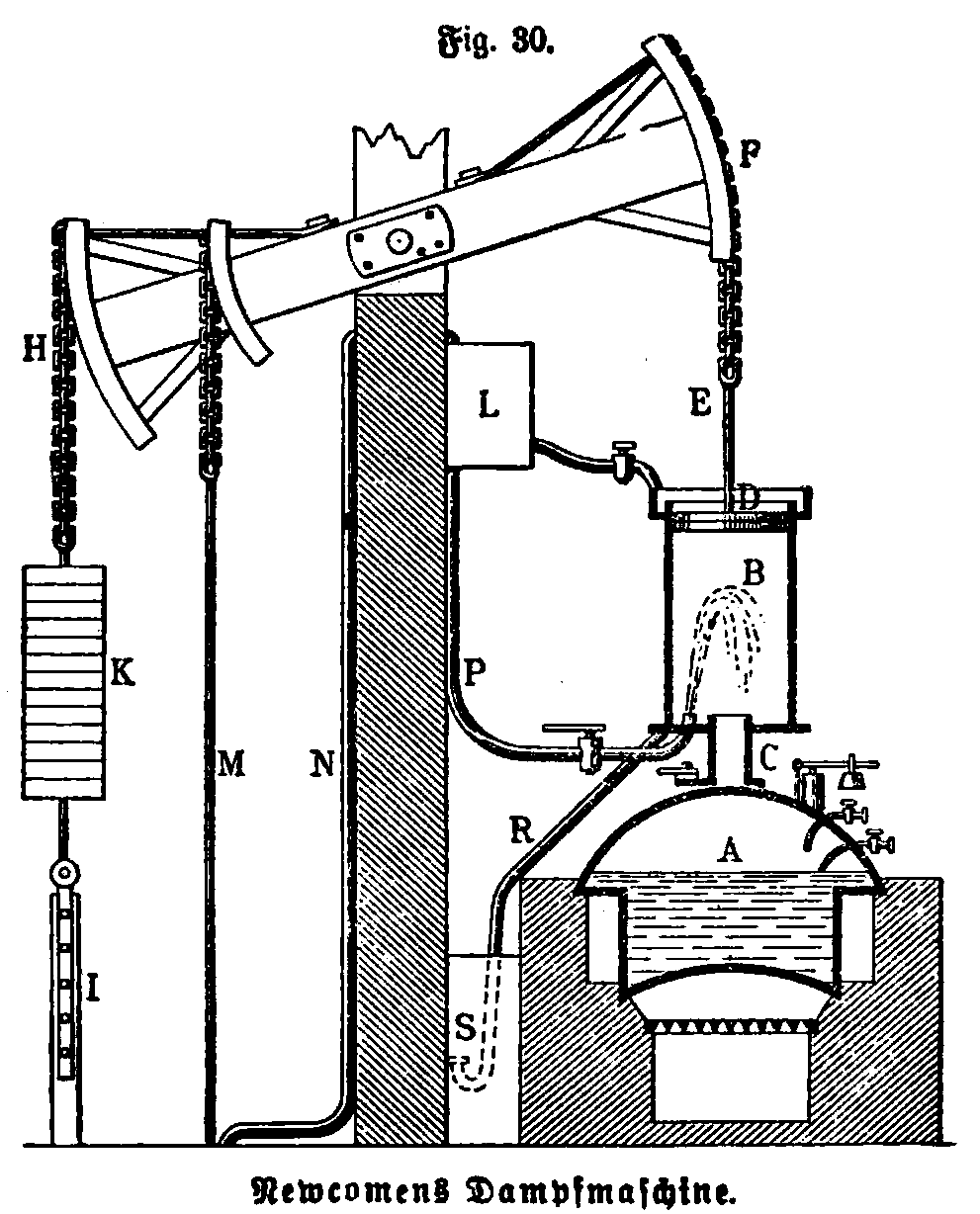
Newcomens ångmaskin. Lägg märke till pannan under cylindern till höger. Detta var en så kallad atmosfärisk ångmaskin.

Ångpannans och ångmaskinens utveckling följs åt under industrialismen. När de atmosfäriska maskinerna som arbetade med ånga av helt obetydligt övertryck skulle ersättas med högtrycksmaskiner och kompoundångmaskiner blev de nya tub- och eldrörspannorna med helt cylindriska mantlar allenarådande.
Det är intressant att se det tekniksprång som detta innebar - det kom att dröja 70 år innan något annat än skotska pannor var tänkbart inom handelssjöfarten och det var i praktiken ångturbinen som stimulerade användningen av vattenrörpannor till sjöss, något som innebar nästa tekniksprång.
Det första stora transatlantiska passagerarfartyget Virginian (1905) med 9000 Hkr och Mauretania (1906) med 73 000 Hkr hade visserligen båda skotska sjöångpannor, den senare hela 25 stycken i arrangemang likt RMS Titanic (1912, 29 skotska sjöångpannor) men när trycken blev högre än ca 17 bar som högst hos de skotska sjöåpannorna krävdes vattenrörpannor och i ett slag blev för en ganska lång tid därefter tryck i området 24-40 bar standard till sjöss.
Även i land användes eldrörspannor (sjöångpannan) ganska länge. Vattenrörpannor introducerades ett à två decennier tidigare än till sjöss även om de pannor som då användes ofta var marina pannor av den typ som förekom inom örlogsflottorna, exempelvis var de första åtta pannorna i Västerås ångkraftverk pannor av den vattenrörtyp som visas i figuren ovan. Senare utvecklades där de berömda tornpannorna - vattenrörspannor uppbyggda av vattentuber som bildar en bur runt eldstaden. Tuberna avslutas upptill mot ångdomen, där ångan separeras från vattnet som strömmade tillbaka till tuberna medan ångan fortsatte genom överhettare.
Förr användes ångan främst för kraftframställning för framdrivning och rörelse jämfört med idag, då den oftast används för uppvärmning, undantaget kraftverk med ångturbiner. 
Upphettningen kan ske på olika sätt till exempel genom förbränning av olja, naturgas eller fasta bränslen som till exempel kol i en eldstad. Även el, avgaser från en förbränningsmotor eller det uppvärmda kylmediet från ett kärnkraftverk kan värma en ångpanna. Ångan kan exempelvis användas till att driva en ångturbin i ett värmekraftverk. 
Överhettad ånga ger bättre kraft än våtånga, det vill säga ånga som enbart bildats direkt i ångpannan. Vid överhettning skickar man in ångan en gång till i eldstaden för att öka temperaturen. Överhettning sker med hjälp av en överhettare.

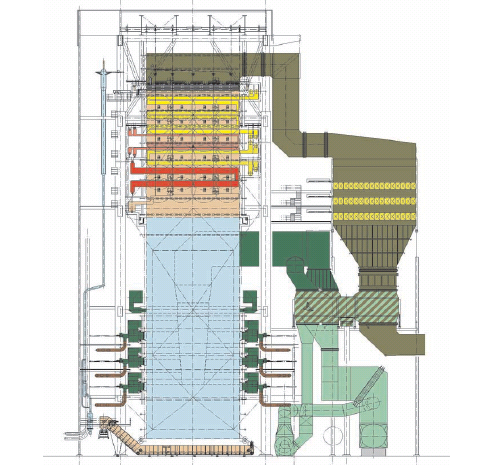
En ångpanna i ett kolkraftverk

Det kan vara lätt att förväxla en ångpanna med en ångmaskin men det är inte rättvisande, konstruktioner likt ånglokets, med maskin, ångpanna, eldstadsutrustning etc. som integrerade delar i en helhet, förvillar. En modern ångpanna är en viktig komponent i vårt samhälle i dag, den är annorlunda uppbyggd, relativt de äldre, med avsevärt högre verkningsgrad och används till exempel inom cellulosaindustrin och i värme- och kraftverk för att nämna några användningsområden.
Ångdom, överhettare, ekonomizer, är avstämda, så att en modern panna har verkningsgrader upp mot 80%, om rökgaskondensering används, ännu högre.

## Lokomotivpannan
En av de vanligast förekommande ångpannorna var lokomotivpannan och användes förutom i ånglok även i lokomobiler (som fungerade som fasta och mobila kraftaggregat i sågar, kvarnar mm) samt i vissa mindre båtar i sin vanliga form eller alternativt den mycket snarlika "kanonbåtspannan". Formen har uppstått ur kunskapsutbyte under järnvägens tillkomst. Redan George Stephensons Rocket hade den form som sedermera har blivit den gängse vid den stora tävlingen vid Rainhill 1829.

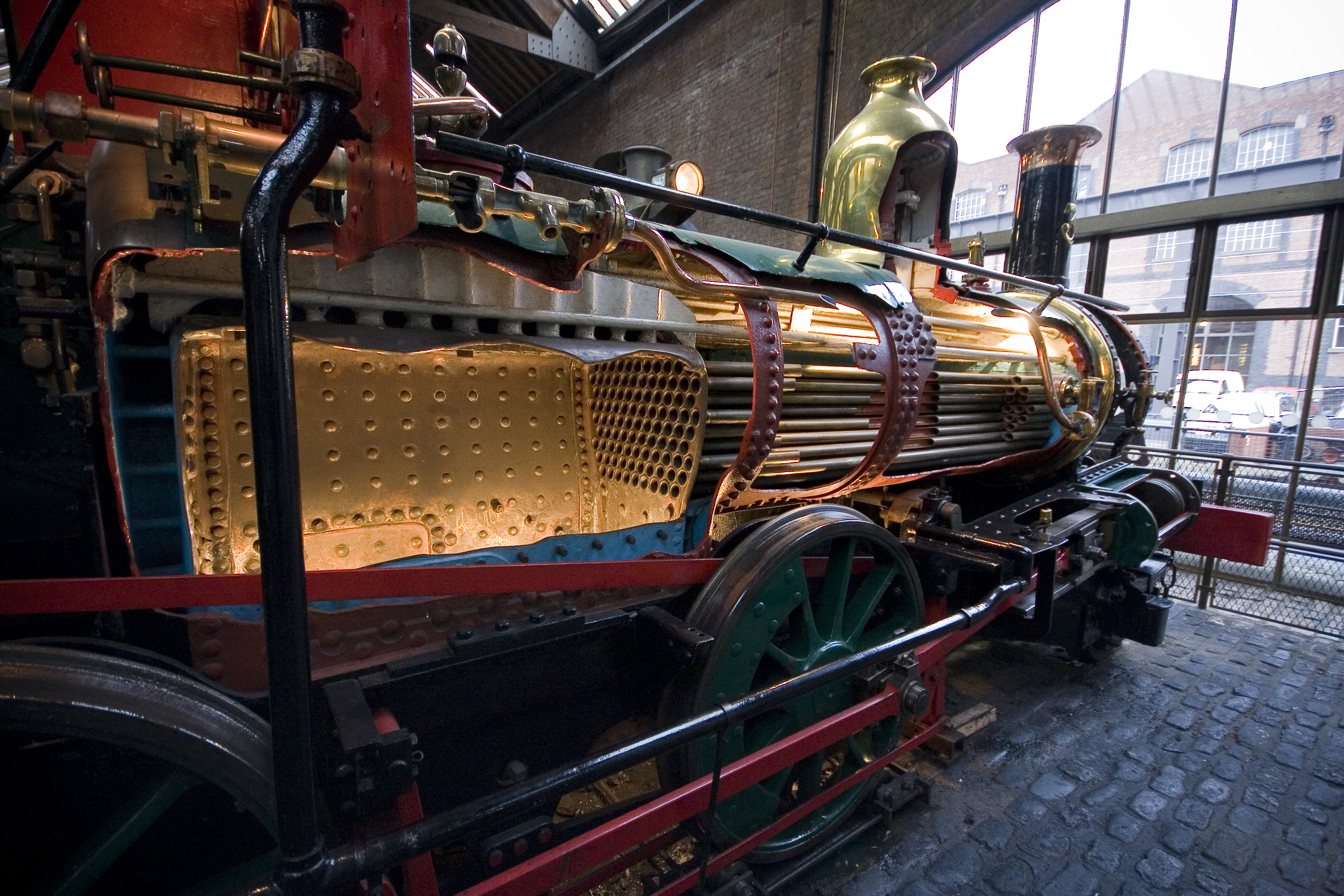
Ett uppskuret ånglok visande eldstaden till vänster, sedan rundpannan och rökskåpet till höger.

Enligt Ångloklära  indelas ångpannan i tre huvudbeståndsdelar, eldstaden, rundpannan och rökskåpet. 

### Eldstaden
Eldstaden består av innereldstaden, även kallad fyrbox och yttereldstaden, ett slutet, av plana eller buktiga väggar begränsat rum i vilket förbränningen sker förutom omgivande yttre delar av pannan.
I fyrboxen finns för avskiljning av eldstadsrummen eldstadstegel uppsatt. Under eldstaden finns asklåda och luftventiler, så kallade dampar för att kunna leda in rätt mängd luft till eldstaden genom rosten, dvs fyrens botten.
Fyrboxen brukar tillverkas i koppar och är anbringad med hjälp av stagbultar genom vattenrummet som kringgärdar innereldstaden med panngaveln och pannsidorna runt eldstaden. Här finns även inspektions- och renspluggar.

### Rundpannan
Rundpannan är den långa cylindriska delen av ångpannan. I denna finns tuberna, dvs de rör i vilka rökgaserna leds från eldstaden till rökskåpet. Här sker huvuddelen av ångbildningen i pannan. Ovanpå rundpannan finns ångdomen anbringad, vari ångan samlas upp och med hjälp av en ventil( pådraget) skickas till maskineriet när man kör. 

### Rökskåpet
I rökskåpet, som är pannans främre avslutning, samlas rökgaserna för att slutligen skickas ut genom skorstenen. I rökskåpet samlas även kolstybb, partiklar av sot som inte förbränts, oftast med hjälp av anordningar som avskiljer stybben från rökgaserna, såsom en gnistsläckare i skorstenen. 
I ett lok med överhettad ånga finns även i rökskåpet en ånglåda och härifrån går överhettartuber in i de vanliga tuberna för att skapa den överhettade ångan. Använd ånga från cylindrarna släpps ut genom en uppåtriktad cylinder mot skorstenen för att dra med sig luft för att få en varmare eld.  

### Ånguttag
Ovanpå pannan mot hytten finns en samling av ventiler som utgör kronan. Därifrån kan man kontrollera tågvärme, luftpump, smörjning av cylindrar och ibland elektriska generatorer. Då det är farligt med läckor finns det oftast ett lätttillgängligt handtag vid vardera dörr som man kan dra i för att stänga ångtillförseln till kronan. En ånglokspanna har även injektor(er) för vattenpåfyllning, vattenståndsglas för att bevaka lägsta tillåtna vattenstånd (båda av dessa placerade åtkomliga från hytten) och säkerhetsventil(er) för att inte ångtrycket skall bli för högt (placerat ovanpå rundpannan).   Andra funktioner är till exempel är att skapa ångdrag i blästern, dvs en ångstråle ut genom skorstenen för att få ökat drag (främst vid stillastående).

### Injektor och matarvattenpump
Injektor kallas den anordning med vilken man kan skapa ett övertryck i det matarvatten man vill skicka in i en ångpanna med tryck. Alternativ till injektor är hand-, maskindrivna samt fristående matarvattenpumpar.
Att järnvägsdriften normalt använt injektorer i stället för matarvattenpumpar är främst beroende på injektorernas kapacitet och möjligheten att reglera vattenflödet in i pannan under körning. När vatten påfylls en panna avkyls densamma vilket innebär att ångtrycket sjunker. I synnerhet hos pannor på ånglok med sina kraftigt varierande ånguttag är möjligheten att på detta sätt parera växlingarna i ånguttag av central betydelse.
Injektorn är en ångstrålpump som konsumerar stora mängder ånga vilka i sin helhet dock kondenserar i det till pannan inpumpade vattnet. Vattnet blir på detta sätt förvärmt till mellan 60- och 85°C. Även om matarrör inne i pannan utformats för att så väl som möjligt blanda upp matarvattnet med omgivande vanligen 175 - 190°C varma pannvatten är denna förvärmning av ett från början kanske iskallt vatten för pannans del mycket gynnsamt ur värmespänningssynpunkt. Injektorns driftsmässigt mest påtagliga värde rent praktiskt ligger i det stora ånguttaget som bidrar till cirkulationen i pannan och att panntrycket svarar snabbare på matningen än om samma mängd vatten inmatades med fristående matarpump.

## Marinpannan
Tidigt kom ångdriften att användas i marina tillämpningar. Den relativt större plats man har på fartyg jämfört med järnvägen medförde delvis andra utföranden på ångpannor och framdrivning. Dock påtvingade även platsbristen fram smarta lösningar för de mindre fartygen såsom torpedbåtar, jagare, minutläggare med flera krigsfartyg.
En vattenrörspanna kan byggas för högre ångtryck än de traditionella sjöångpannan. Detta är ett av skälen till att man snart kom att använda dessa till sjöss. Turbindrift för framdrivning av båtar i stället för kolvångmaskiner medförde betydligt högre farter och prestanda på pannor och maskineriet. Dock är mängden användbar ånga oftast mindre i vattenrörspannan jämfört med eldrörspannan, varför vattenrörspannan bättre passar system med mera konstant ånguttag, då man kan dimensionera för detta. Trycket är dock betydligt högre (normala arbetstryck för ånglok är runt 12 Kg per kvadratcentimeter i Sverige och marina ångpannor av Yarrows konstruktion levererar 60 Kg per kvadratcentimeter).
En av de mest effektiva vattenrörspannor som kom till användning var en så kallas Yarrowpanna, (Thornycrofts, Yarrows m. fl. konstruktion och tillverkning). Denna högeffektpanna består av en större överpanna och två mindre underliggande vattenpannor på var sin sida om fyrboxen. Mellan överpannan och underpannorna finns tubknippen med vattentuber. Det är dock senare, mer rationella konstruktioner (se figur ovan) som kom att kallas marinpannor även när de användes till lands (jämför eldrörpannan som ofta kallas sjöångpanna även till lands).

## Verkningsgradsförbättringar
Ångdrivning brukar normalt förknippas med ganska dålig verkningsgrad. Förbättring genom att använda ångan flera gånger i ångmaskinen, såsom Kompounddrift för kolvångmaskiner i en Kompoundångmaskin, eller helt enkelt att överhetta ångan finns. Ånglok brukar normalt ha en verkningsgrad på cirka 7 %. Olika tekniker att öka verkningsgraden har försökts införas såsom exempelvis Franco Crosti-pannan för ånglok (aldrig införd i Sverige) där man uppnår 17 % verkningsgrad. 
I vattenbesparingsåtgärder brukar man använda en kondensor som samlar upp ångan och återbördar den i form av vatten till pannan. Kondensorn har därutöver två ändamål, först kyls avloppsångan ner för att sen via ett reningsfilter gå till matarvattentanken där den kan användas igen. Vid nedkylningen minskar ångan sin volym när den återgår till vatten, så att det uppstår ett undertryck som påverkar undersidan av kolven vilket i sin tur höjer verkningsgraden.

### [2]Fotnoter
1. ↑  Höjer, Elis B.; Beijer Malte, Granér Gabriel (1949). Ångloklära: utg.av Kungl. järnvägsstyerlsen ; på grundval av Elis B. Höjers lärobok 1910, 1912 och 1921 och med biträde för avdelningen"Bromsar" av Malte Beijer utarb. av Gabriel Granér (4. uppl.). Stockholm. Libris 2719686
2. 1 2  höjer, elis (november 1910). Lokomotivlära. Kungliga Järnvägsstyrelsen. sid. 227-257
3. ↑  Ångpanna: Vertikalrörspannorna i Nordisk familjebok (andra upplagan, 1922)